# Rasina (rivière)
Pour les articles homonymes, voir Rasina.
La Rasina, en serbe cyrillique Расина, est une rivière de Serbie, sous-affluent du Danube par la Zapadna Morava.

## Géographie
Sa longueur est de 92 km. Elle donne son nom à la région de la Rasina et à l'actuel district de Rasina. Elle se jette dans la Zapadna Morava près de la ville de Kruševac.
La Rasina appartient au bassin versant de la mer Noire ; son propre bassin couvre une superficie de 994 km2. La rivière n'est pas navigable.

## Parcours
La Rasina prend sa source sur les pentes méridionales du mont Goč, près de Rašovka, au sud-ouest de la station thermale de Vrnjačka Banja. La rivière coule d'abord vers le sud-est, aux alentours des monts Željin et Kopaonik, vers Mitrovo Polje, Bzenice, Pleš, Jablanica, Grčak, Toskići, Budilovina et Milentija. Elle atteint ensuite la petite ville de Brus et continue en direction des villages de Tršanovci, Lepenac et Razbojna.
À cet endroit, la Rasina atteint le versant occidental des monts du Veliki Jastrebac puis fait un coude vers le nord. Dans cette partie de son cours, la rivière sert de frontière avec la région de l'Aleksandrovačka Župa. Après Bogiše et Zlatari, un barrage a été construit à Ćelije et la rivière forme un lac artificiel, le lac de Ćelije (4,16 km2, volume 51 millions de mètres cubes). Ce lac fait partie d'un programme de régularisation de la Velika Morava et il alimente la ville de Kruševac.
La région de la basse Rasina est densément peuplée (villages de Suvaja, Majdevo, Štitare, Grkljane, Šogolj, Šavrane, Gornji Stepoš, Bukovica, Donji Stepoš, Lipovac, Malo Golovode, Veliko Golovode). On y trouve aussi le centre administratif du district, la ville de Kruševac. Dans la partie inférieure de son cours, la Rasina coule en parallèle avec la Pepeljuša. 7 km après Kruševac, la rivière se jette dans la Zapadna Morava à Makrešane.